# Giro di Lombardia 1949
Il Giro di Lombardia 1949, quarantatreesima edizione della corsa, fu disputata il 23 ottobre 1950, su un percorso totale di 222 km. Fu vinta per la quarta volta consecutiva dall'italiano Fausto Coppi, giunto al traguardo con il tempo di 5h50'30" alla media di 38,002 km/h, precedendo Ferdi Kübler e Nedo Logli.
Presero il via da Milano 109 ciclisti e 92 di essi portarono a termine la gara.

## Ordine d'arrivo (Top 10)
| Pos. | Corridore        | Squadra          | Tempo    |
| ---- | ---------------- | ---------------- | -------- |
| 1    | Fausto Coppi     | Bianchi-Ursus    | 5h50'30" |
| 2    | Ferdi Kübler     | Tebag            | a 2'52"  |
| 3    | Nedo Logli       | Arbos            | s.t.     |
| 4    | Fiorenzo Magni   | Wilier-Triestina | s.t.     |
| 5    | Antonio Covolo   | Fréjus           | s.t.     |
| 6    | Giorgio Albani   | Legnano          | s.t.     |
| 7    | Giulio Bresci    | Wilier-Triestina | s.t.     |
| 8    | Pasquale Fornara | Legnano          | s.t.     |
| 9    | Antonin Rolland  | Ricci            | s.t.     |
| 10   | Giancarlo Astrua | Benotto          | s.t.     |